# Lodewijk III Gonzaga
Lodewijk III Gonzaga van Mantua (Mantua, 5 juni 1412 - Goito, 12 juni 1478) was van 1444 tot aan zijn dood markgraaf van Mantua. Hij behoorde tot het huis Gonzaga.

## Levensloop
Lodewijk III was de zoon van de heer en markgraaf Gianfrancesco I Gonzaga van Mantua en diens echtgenote Paola Malatesta. Zijn opvoeding werd toevertrouwd aan de humanist Vittorino da Feltre. Die voedde hem op tot een intellectueel en bracht hem liefde voor de kunst bij. Door een strikt dieet en veel lichamelijke oefening overwon Lodewijk III zijn ziekelijke aard en zijn hang naar zwaarlijvigheid.
Hij vocht vanaf 1432 als condottiero onder zijn vader, die vicecommandant was in het leger van Francesco Bussone da Carmagnola. In 1433 huwde hij met Barbara (1422-1491), dochter van markgraaf Johan van Brandenburg-Kulmbach en nicht van keizer Sigismund.
Vanaf 1436 vocht hij in de militaire dienst van het adelgeslacht Visconti in het hertogdom Milaan. Hierdoor werden Lodewijk en zijn echtgenote door zijn vader uit Mantua verbannen en werd zijn broer Carlo tot de nieuwe erfopvolger van Mantua benoemd. In 1438 werd Gianfresco echter zelf ingehuurd door het huis Visconti, waarna vader en zoon zich in 1441 verzoenden. In 1444 volgde Lodewijk zijn vader op als markgraaf van Mantua en schonk hij bepaalde delen van zijn domeinen aan zijn broers Carlo, Gianlucido en Alessandrio. Op dat moment was het markgraafschap Mantua in grootte gereduceerd en bevond het zich in een slechte toestand na jaren van oorlogen en omvangrijke uitgaven. 
Van 1445 tot 1450 diende hij als condottiero voor het hertogdom Milaan, de Florentijnse Republiek, de republiek Venetië en het koninkrijk Napels, waarbij hij telkens van bondgenootschap veranderde om de vrede in zijn domeinen te bewaren. In 1448 nam hij deel aan de Slag bij Caravaggio, waarbij hij gedwongen werd om te vluchten. In 1449 ging hij in militaire dienst bij Venetië in de liga gevormd met Florence tegen Milaan. In 1450 kreeg hij de toestemming om het leger van koning Alfons I van Napels in Lombardije te leiden, met de intentie om enige bezittingen voor zichzelf te winnen. De nieuwe hertog van Milaan, Francesco Sforza, verleidde hem echter met de belofte om Lonato, Peschiera en Asola terug te geven, vroegere gebieden van Mantua die deel uitmaakten van Venetië. Op 14 juni 1453 trof Lodewijk de troepen van zijn broer Carlo aan in Goito, maar Venetiaanse troepen onder Niccolò Piccinino verhinderden de poging om Asola terug in te nemen. De Vrede van Lodi van 1454 verplichtte Lodewijk om al zijn veroveringen op te geven en zijn claims op de drie steden voorgoed op te geven. In 1456 verwierf hij wel de gebieden van zijn broer Carlo, die dat jaar kinderloos was gestorven.
Het moment van hoogste prestige van Mantua was de Raad die van 27 mei 1459 tot 19 januari 1460 in de stad werd gehouden. Hierbij riep paus Pius II op tot een kruistocht tegen het Ottomaanse Rijk, dat in 1453 Constantinopel had veroverd. Hiervoor stak Lodewijk III zich diep in de schulden, maar mogelijk bekwam hij hier dat zijn zoon Francesco in 1462 werd verheven tot kardinaal. 
Vanaf 1466 was hij vooral in de militaire dienst van het adellijk geslacht Sforza in Milaan. 
Lodewijk stierf op 65-jarige leeftijd aan de pest. Hij werd bijgezet in de kathedraal van Mantua.

## Kunst
Lodewijk slaagde erin om na jarenlang aandringen de schilder Andrea Mantegna naar Mantua te lokken, waar hij hofschilder werd. Daarnaast was de Florentijnse architect Leon Battista Alberti in dienst van Lodewijk en hij bouwde kerken en paleizen in Mantua.

## Nakomelingen
Lodewijk en zijn echtgenote Barbara kregen veertien kinderen:
- Federico (1438), jong gestorven
- Maddalena (1439), jong gestorven
- Elisabetta (1440), jong gestorven
- Federico I (1441-1484), markgraaf van Mantua
- Francesco (1444-1483), bisschop van Brixen en kardinaal
- Paola Bianca (1445-1447)
- Gianfrancesco (1446-1496), graaf van Sabbioneta en heer van Bozzolo
- Susanna (1447-1481), zuster in het klooster San Paola di Mantua
- Dorotea (1449-1467), huwde in 1466 met hertog van Milaan Galeazzo Maria Sforza
- Cecilia (1451-1472), zuster in het klooster San Paola di Mantua
- Rodolfo (1452-1495), heer van Castiglione delle Stiviere, Solferino, Suzzara en Poviglio
- Barbara (1455-1503), huwde in 1474 met hertog Everhard I van Württemberg
- Ludovico (1460-1511), bisschop van Mantua
- Paola (1463-1497), huwde in 1478 met graaf Leonard van Gorizia

Bovendien had hij twee buitenechtelijke dochters: Catharina, echtgenote van graaf Gianfrancesco Secco van Calcio, en Gabriella, echtgenote van markies Corrado Figliani van Vighizzolo. 
Verschillende van de kinderen van Lodewijk hadden lichamelijke afwijkingen, mogelijk als gevolg van een genetisch afwijking afkomstig van zijn moeder Paola Malatesta. Lodewijks zoon en erfgenaam Federico had een bochel. Dochter Susanna was voorbestemd om met Galeazzo Maria Sforza te trouwen, maar dit ging niet door nadat een afwijking aan haar ruggenwervel duidelijk werd. 